# 여국
여국(女國) 또는 여인국(女人國)은 여성들만 산다는 국가이다. 중국의 정사에서 서쪽 티베트에 존재했다고 하며, 서해에 또 다른 여성 왕국이 있었기 때문에 동녀국(東女國)이라고도 불린다.